# RABラジオ・チャリティ・ミュージックソン
『RABラジオ・チャリティ・ミュージックソン』は、青森放送(RABラジオ)で毎年12月24日から12月25日にわたって放送されるチャリティーラジオ番組。

## 概要
ニッポン放送などで行われるチャリティー番組『ラジオ・チャリティ・ミュージックソン』の青森版として1980年に放送を開始。キャッチフレーズは「目の不自由な方へ通りゃんせ基金を!」。略称は隣のIBCと同じく「ラジソン」。
テーマソングは一時期を除きニッポン放送と同じニニ・ロッソ「夢のトランペット (Capricio romantico)」。2013年の放送より、「声の握手」で用いられるアップテンポにアレンジしたものがオープニングで、通常のものがエンディングで流されていたが、近年はエンディングに行われる「音楽リレー」の大トリで麻生しおりが登場し、青森放送でも放送され、麻生がかつてパーソナリティを務めた『いすゞ歌うヘッドライト〜コックピットのあなたへ〜』のエンデイング曲でもあった「夜明けの仲間たち」を麻生や番組パーソナリティ、リスナーを含めた大合唱で番組を締めることが恒例化している。
放送時間はニッポン放送では12月24日12:00 - 12月25日12:00で固定されているが、青森放送の場合は午後帯のワイド番組の放送時間に合わせることが多く、24時間を大きく超えることもある。2019年は開始時刻は『GO!GO!らじ丸』に合わせて11:55であったが、終了時刻は12:00で『GO!GO!らじ丸』の「アバントーク」をカットした。土・日はワイド番組自体が12時を境に切り替えられるためニッポン放送と同一の時間となる。25日の1:00 - 3:00が火 - 日の場合は『オールナイトニッポン ラジオ・チャリティ・ミュージックソン』をネットする。また、JRNとのクロスネットとの兼ね合いもあり『ネットワークトゥデイ』や『ウィークエンドネットワーク』、『生島ヒロシのおはよう一直線』は通常通り放送される。振替の難しい箱番組なども通常通り放送されるため、24日17時台と25日の5時台から7時台はいったん中断する格好となる。

## 出演者

### パーソナリティ一覧
| 回 | 放送年 | 総合司会・進行担当アナ | 特記事項 |
| -- | ------ | --- | -------- |
| 18 | 1997年 | 伊奈かっぺい |          |
| 19 | 1998年 | 伊奈かっぺい |          |
| 20 | 1999年 | 伊奈かっぺい |          |
| 21 | 2000年 | 伊奈かっぺい |          |
| 22 | 2001年 | 伊奈かっぺい |          |
| 23 | 2002年 | 伊奈かっぺい |          |
| 24 | 2003年 | 伊奈かっぺい | [ 3 ]    |
| 25 | 2004年 | 伊奈かっぺい |          |
| 26 | 2005年 | タカチャ |          |
| 27 | 2006年 | 坂本サトル |          |
| 28 | 2007年 | 坂本サトル |          |
| 29 | 2008年 | 坂本サトル |          |
| 30 | 2009年 | 麻生しおり |          |
| 31 | 2010年 | 麻生しおり 古坂大魔王 |          |
| 32 | 2011年 | 麻生しおり 古坂大魔王 |          |
| 33 | 2012年 | 十日市秀悦 |          |
| 34 | 2013年 | 十日市秀悦 |          |
| 35 | 2014年 | 十日市秀悦 |          |
| 36 | 2015年 | リレー駅伝形式 第1区:黒石八郎 第2区:鉄マン 第3区:瀬川さとし 第4区:青山良平 第8区:坂本サトル 第6区:麻生しおり 第7区:十日市秀悦 |          |
| 37 | 2016年 | あどばるーん |          |
| 38 | 2017年 | あどばるーん |          |
| 39 | 2018年 | あどばるーん |          |
| 40 | 2019年 | 夏目浩光 アシスタント：桒子英里 |          |
| 41 | 2020年 | 中村香音 アシスタント： 田村啓美 鮫島大史 桒子英里 境祐貴 山谷清和 伊東幸子 |          |
| 42 | 2021年 | 中村香音 コメンテーター： 伊東幸子（24日正午-14時・25日9時-10時） 十日市秀悦（24日14時-） 麻生しおり（25時10時-） |          |
| 43 | 2022年 | 橋本莉奈 境祐貴 スタジオゲスト： 12月24日 12:00・麻生しおり 12:20・成田洋明 14:00・十日市秀悦 14:30・サエラ 16:00・古屋敷裕大 16:30・岡田照幸 17:00・青山良平 18:30・多田慎也 19:20・川浪重治 20:00・あどばるーん 20:10・瀬川さとし・黒石八郎 21:00・鉄マン・成田洋明 12月25日 5:30・かすみ、遠藤昌宏 10:30・ライスボール 11:10・小山内創祐 |          |
| 44 | 2023年 | 古屋敷裕大 アシスタント：橋本莉奈 |          |
| 45 | 2024年 | 古屋敷裕大 アシスタント：橋本莉奈・筋野裕子・廣瀬絢南 |          |